# فيديوغرام

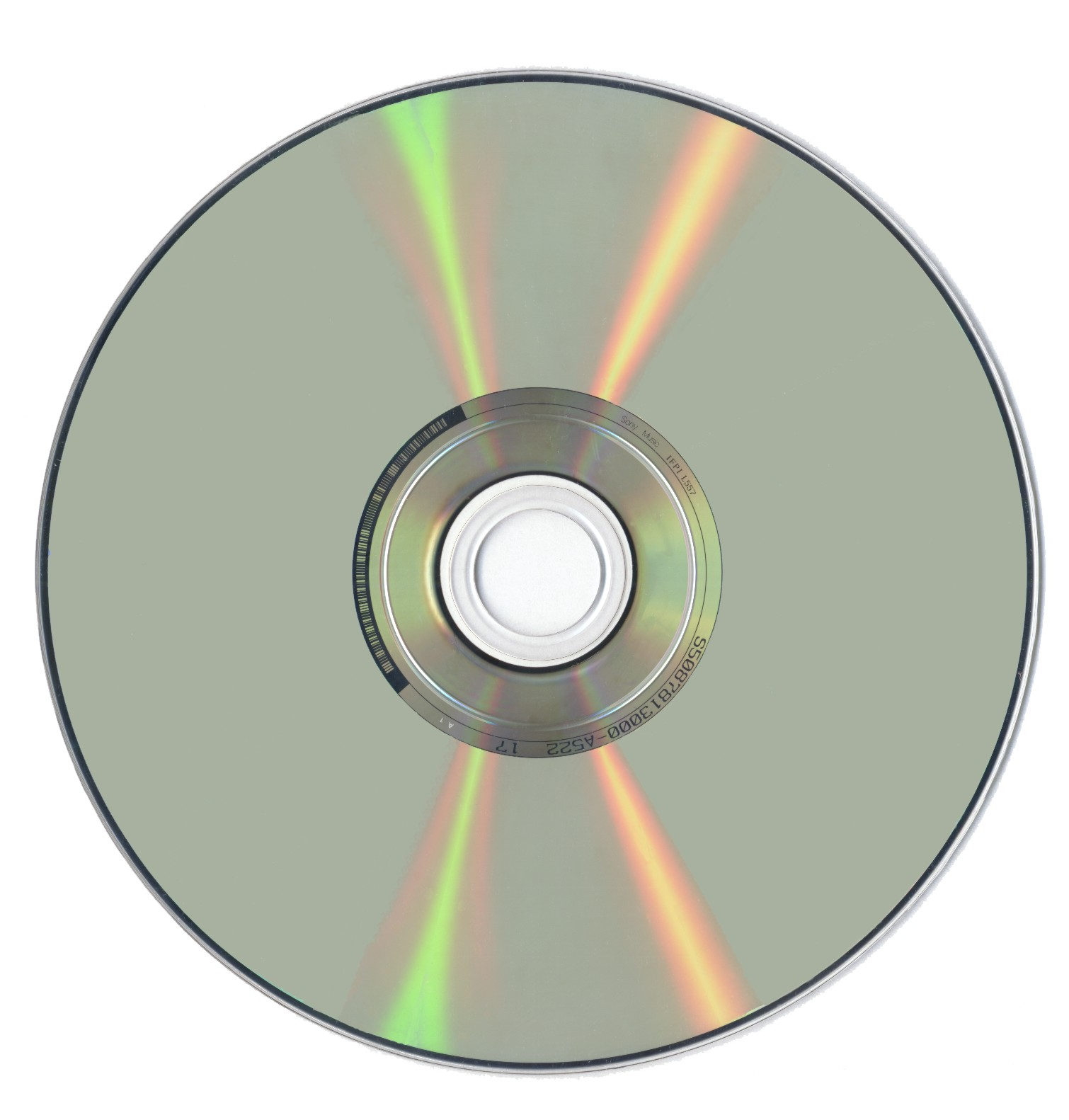
تحرير

الفيديوغرام يعني تسجيل اشارات أو معطيات الفيديو المخزنة على حامل التخزين. تحتوي عادة على معطيات صوتية (أوديو) مرفقة مع الصورة. الفيديوغرام يمكن ان يكون مادة للإرسال أو البث التلفزي.

سواء على هيئة تناظرية أو رقمية، الفيديوغرام يمكن ان يظهر على حوامل عدة:
- دي في دي
- بلو-راي
- ملف معلوماتي
- قرص ليزر

الفيديوغرام يمكن ان يرسل عن طريق سلكي أو هرتزي (انترنيت، بث تلفزي)

## روابط ذات صلة
- الفيديو
- التلفزيون
- البث التلفزي
- شريط تسجيل فيديو (كاسيت فيديو)